# Arrondissement de Neufchâteau (Forêts)
L'arrondissement de Neufchâteau est un ancien arrondissement du département des Forêts. Il fut créé le 17 février 1800 et supprimé le 11 avril 1814.

## Composition
Il comprenait les cantons de Bastogne, Étalle, Fauvillers, Florenville, Houffalize, Neufchâteau (Belgique), Paliseul, Sibret et Virton.

## Liens
http://www.napoleon-series.org/research/almanac/c_chapter10.html